# Ramsès VIII
Ramsès VIII fou faraó de la dinastia XX de l'antic Egipte. S. Redford pensa que era fill de Ramsès III i la reina Tiya, i que portava el nom de Sethherkhepeshef-meryamun (Set-hirkhopshef); portava els títols de "fill del rei", "príncep hereditari dels fills del rei, carreter del gran estable, i altres. Els seus noms Horus, Horus d'or i Nebti no es coneixen; només el Nesut biti, Usermaatre-akhenamun, i el nom Sa Ra (Sethherkhepeshef-meryamun) després Ramsès.
Va succeir a Ramsès VII i va regnar vers el 1126 aC, menys d'un any, probablement només tres o quatre mesos. El va succeir el seu nebot Ramsès IX. Referències al seu regnat es troben a l'estela d'Hori a Abidos, a una inscripció a la tomba de Kienebu a Tebes, i al temple de Ramsès III a Madinet Habu. Es desconeix on fou enterrat; la tomba QV43 estava preparada per ell a la Vall de les Reines però com que va sobreviure als seus germans o germanastres i al seu nebot Ramsès VII i va arribar a rei, no fou usada.